# Alaya Dawn Johnson
Alaya Dawn Johnson (Washington, 1982 –) amerikai írónő. Elsősorban fantasy és sci-fi műfajokban alkot.
A Columbia Egyetemen szerzett diplomát ázsiai nyelvek és kultúrák szakon 2004-ben. Jelenleg New Yorkban él.

## Írói pályafutása
Kezdő szárnypróbálgatásaitól eltekintve első műve a Zephyr Hollis duológia volt, mely regények egy alternatív világban játszódnak az 1920-as évek New Yorkjában. Az urban fantasy regények főszereplője egy Zephyr nevű szüfrazsett vámpír.
A The Spirit Binders-trilógia főszereplője Lana, egy fiatal búvár a pre-modern Polinéziában, ahol a lakosok akaraterejükkel képesek irányítani a természeti elemeket.
2013-ban jelentkezett az első önálló regénnyel. A young-adult besorolású Nyárherceg (The Summer Prince), egy poszt-apokaliptikus cyberpunk disztópia, mely a futurisztikus Brazíliában játszódik, ahol a művészetek, a történelem és a nanotechnológia összefonódása sajátos világot alkot.
Love Is the Drug című 2014-es önálló regénye szintén young-adult műfajú, és az alternatív Washington, D.C.-ben játszódik, ahol a főszereplő, Emily Bird egy globális méretű influenzajárvány következtében minden emlékét elveszíti.

## Művei
- Nyárherceg (The Summer Prince) - Cor Leonis Kiadó, 2015[9]
- Love Is the Drug
- The Spirit Binders trilógia

1. Racing the Dark
2. The Burning City

- Zephyr Hollis duológia

1. Moonshine
2. Wicked City

### Magyarul
- Nyárherceg; ford. Szujer Orsolya; Cor Leonis, Bp., 2015

## Díjak és elismerések
- Nebula-díj győztes, Lgjobb young-adult regény kategóriában a "Love Is a Drug," című könyvével, 2015-ben.[10]
- Nebula-díj győztes, Legjobb kisregény kategóriában a "A Guide to the Fruits of Hawai’i," című művével, 2015-ben.[10]
- Nebula-díj jelölés, Legjobb kisregény kategóriában a "They Shall Salt the Earth with Seeds of Glass," című művével, 2013-ban.[11]
- Andre Norton-díj a legjobb Young Adult Science Fiction és Fantasy kategóriában a Nyárherceg (The Summer Prince) című regényéért, 2013-ban.[11]
- Nemzeti Könyvdíj jelölés, Gyermek-és ifjúsági irodalom kategóriában a Nyárherceg (The Summer Prince) című könyvéért, 2013-ban.[12]
- GLBTRT Szivárvány Lista Top 10 a Nyárherceg (The Summer Prince) című művéért, 2014-ben.[13]
- Junior Library Guild jelölés a Nyárherceg (The Summer Prince) című könyvéért, 2013-ban.[14]
- YALSA jelölés a Legjobb Fantasy Young-Adult listán a Nyárherceg (The Summer Prince) című könyvéért, 2013-ban.[14]
- Döntős 2011-ben a Carl Brandon Társaság Parallax-díjon a Moonshine című regényével.[14]
- Döntős 2011-ben a Carl Brandon Társaság Kindred-díjon a The Burning City című regényével.[14]
- Million Writers Award Top 10 döntős 2010-ben a "A Song to Greet the Sun." című kisregényével.[14]
- Speculatív Irodalom Alapítvány Gulliver Travel Grant győztes 2008-ban.[14]
- Döntős 2006-ban a Carl Brandon Társaság Parallax-díjon a "Shard of Glass." című kisregényével.[14]